# Truganini
Truganini, anche nota come Trucanini, Trucaninny e Lallah Rookh (Bruny Island, 1812 – Hobart, 8 maggio 1876), è stata l'ultima rappresentante degli aborigeni della Tasmania e una degli ultimi madrelingua tasmaniani.
Crebbe nella regione di Bruny Island, ove la sua famiglia fu decimata durante il periodo di violenti scontri tra i coloni inglesi e gli autoctoni, noto come black war, tra il 1825 e il 1832. Dal 1829 lavorò come guida e interprete per George Augustus Robinson, funzionario del governo coloniale della Terra di Van Diemen.

## Deportazioni
Nel 1835 Truganini, insieme alla maggior parte del suo popolo, fu deportata a Flinders Island.
Nel 1839, insieme a sedici aborigeni della Tasmania, accompagnò Robinson nell'odierna Victoria.
Circa due anni dopo fu coinvolta, insieme ad altri quattro aborigeni della Tasmania, in una vicenda che portò all'uccisione di due balenieri. Due di loro furono giudicati colpevoli e giustiziati, mentre Truganini e gli altri furono riportati in Tasmania. Nel 1847 fu trasferita nell'insediamento di Oyster Cove, vicino al suo luogo di nascita.
Dopo la sua morte a Hobart nel 1876, il suo corpo fu riesumato e rimase esposto al pubblico fino agli anni 1940, ma è stato restituito alla comunità aborigena nel 1976 e cremato.

## Influenza culturale
- Truganini's Dreaming è il titolo di una canzone della band aborigena australiana Coloured Stone, dall loro album del 1986, Human Love;
- Truganinni è un'opera teatrale sulla sua vita dello scrittore di Melbourne Bill Reid;
- Truganini è il nome di una canzone dei Midnight Oil, dal loro album del 1993 Earth and Sun and Moon;
- Truganini è il nome di un piroscafo che navigò nei mari del sud nel 1886;
- Truganini è il nome di una canzone di Troy Kingi, dal suo album del 2019 Holy Colony Burning Acres.